# Kirchenthurnen

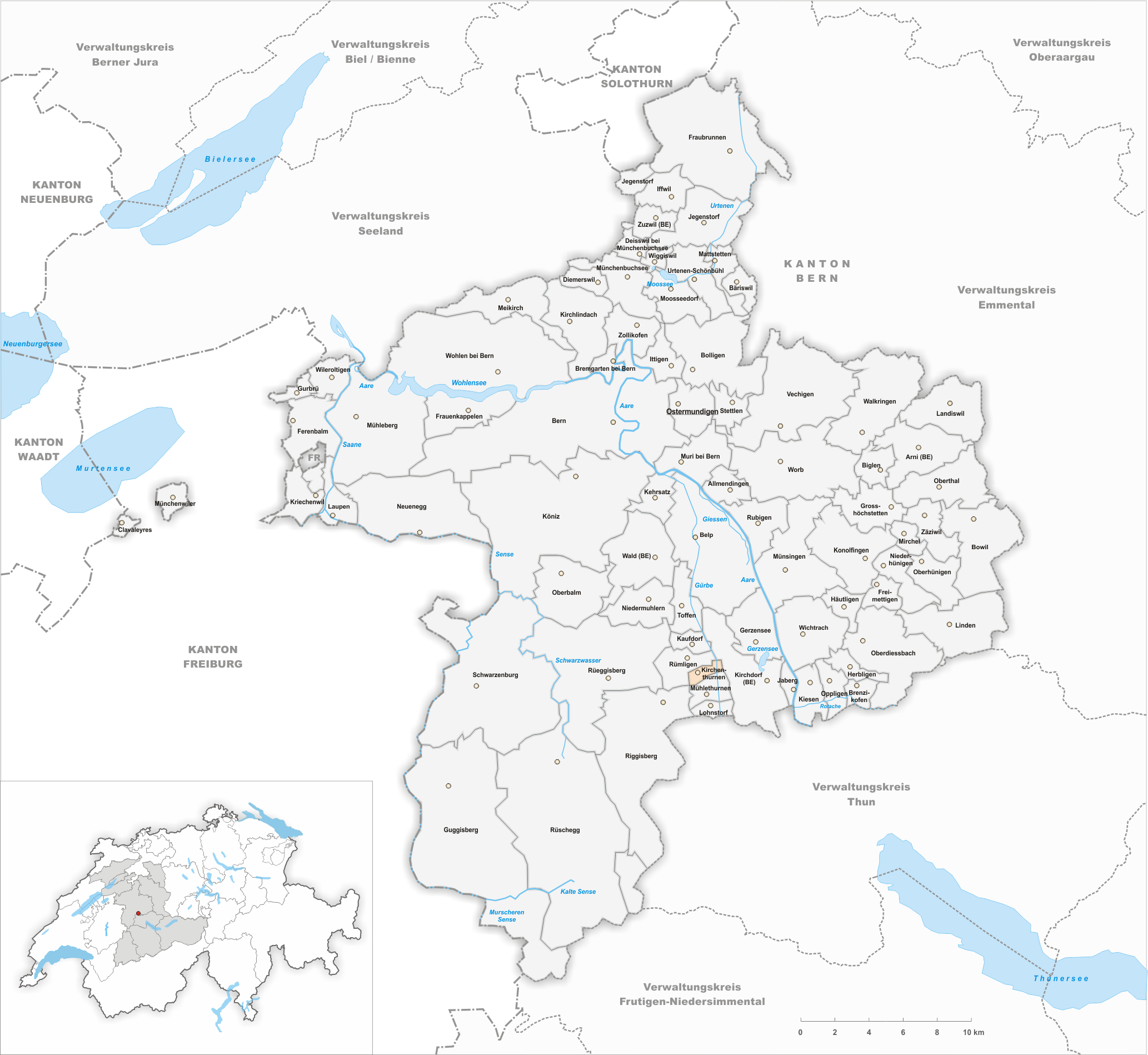
Gemeindestand vor der Fusion am 1. Januar 2020

Kirchenthurnen ist eine Ortschaft in der politischen Gemeinde Thurnen im Verwaltungskreis Bern-Mittelland des Kantons Bern in der Schweiz. Bis zum 31. Dezember 2019 war Kirchenthurnen eine eigene politische Gemeinde. Am 1. Januar 2020 fusionierte diese mit den Gemeinden Lohnstorf und Mühlethurnen zur neuen Gemeinde Thurnen. Bis 1860 hiess die Gemeinde offiziell Thurnen. Das Gebiet der Ortschaft 3128 Kirchenthurnen stimmt nicht exakt mit dem früheren Gemeindegebiet Kirchenthurnen überein. Es umfasst auch den Weiler Gassmatt, der früher zur Gemeinde Mühlethurnen gehörte.

## Geographie
Kirchenthurnen liegt auf 612 m ü. M., 15 km südlich der Kantonshauptstadt Bern (Luftlinie). Das Dorf erstreckt sich an aussichtsreicher Lage auf einer Geländeterrasse am Ostabhang des Längenberges, rund 70 m über der Talebene der Gürbe.
Die Fläche des 1,3 km² grossen ehemaligen Gemeindegebiets umfasst einen Abschnitt des mittleren Gürbetals. Der östliche Teil Kirchenthurnens liegt in der landwirtschaftlich intensiv genutzten Ebene des Gürbetals (540 m ü. M.), welche hier rund 1,5 km breit ist. Die östliche Abgrenzung verläuft entlang einem Feldweg ziemlich genau in der Mitte der Talebene, östlich der kanalisierten Gürbe. Nach Westen erstreckt sich der Boden des Ortes über den relativ sanft ansteigenden Hang und die Terrasse von Kirchenthurnen bis in den Buechwald. Hier wird am Osthang des Längenbergs mit 740 m ü. M. der höchste Punkt von Kirchenthurnen erreicht. Von der Gemeindefläche entfielen 1997 12 % auf Siedlungen, 9 % auf Wald und Gehölze und 78 % auf Landwirtschaft; etwas weniger als 1 % war unproduktives Land.
Zu Kirchenthurnen gehören einige Einzelhöfe. Nachbargemeinden bzw. ‑orte von Kirchenthurnen sind Rümligen, Kirchdorf, Mühlethurnen und Riggisberg.

## Bevölkerung
Mit 305 Einwohnern (Stand 31. Dezember 2019) gehörte Kirchenthurnen zu den kleinen Gemeinden des Kantons Bern. Von den Bewohnern waren im Jahr 97,3 % deutschsprachig, 1,0 % französischsprachig, und 0,3 % sprachen Portugiesisch. Die Bevölkerungszahl von Kirchenthurnen belief sich 1850 auf 284 Einwohner, 1900 auf 277 Einwohner. Im Verlauf des 20. Jahrhunderts nahm die Bevölkerungszahl zunächst bis 1950 auf 199 Personen ab, um dann wieder rasch auf 375 Einwohner anzuwachsen. Seither wurde wieder eine deutliche Bevölkerungsabnahme verzeichnet.

## Politik
Die Stimmenanteile der Parteien anlässlich der Nationalratswahlen 2015 betrugen: SVP 50,5 %, BDP 14,3 %, SP 9,0 %, EVP 5,6 %, EDU 5,5 %, FDP 5,1 %, glp 4,8 %, GPS 3,0 %, Philipp Jutzi 1,3 %.

## Wirtschaft
Kirchenthurnen war bis in die zweite Hälfte des 20. Jahrhunderts ein vorwiegend durch die Landwirtschaft geprägtes Dorf. Noch heute haben der Ackerbau und der Gemüsebau im Gürbetal sowie die Milchwirtschaft und die Viehzucht an den Hanglagen einen wichtigen Stellenwert in der Erwerbsstruktur der Bevölkerung. Weitere Arbeitsplätze sind im lokalen Kleingewerbe und im Dienstleistungssektor vorhanden. In Kirchenthurnen befindet sich das Strasseninspektorat des Amtes Seftigen. Das 1978 erbaute Kirchgemeindehaus dient als multifunktionales Zentrum der Region. In den letzten Jahrzehnten hat sich das Dorf dank seiner attraktiven Lage zu einer Wohngemeinde entwickelt. Viele Erwerbstätige sind deshalb Wegpendler, die hauptsächlich in den grösseren Ortschaften der Umgebung, in der Agglomeration Bern oder im Raum Thun arbeiten.

## Verkehr
Kirchenthurnen ist verkehrstechnisch recht gut erschlossen. Sie liegt an der Hauptstrasse von Bern durch das Gürbetal nach Thun, von der hier eine Strasse via Riggisberg ins Schwarzenburgerland abzweigt. Durch die Postautokurse, welche die Strecken von den Bahnhöfen Toffen respektive Thurnen nach Riggisberg bedienen, ist Kirchenthurnen an das Netz des öffentlichen Verkehrs angebunden.

## Geschichte
In der Ried-Kiesgrube wurden Gräber aus der Hallstattzeit gefunden. Die erste urkundliche Erwähnung des Ortes erfolgte 1201 unter dem Namen Thornon. Später erschienen die Bezeichnungen Tornes (1228), Turindon (1262), Turnden (1318), Turndon (1323), Kirchturnden (1349), Thurondeon (1361) und Kirchturndon (1373). Die Etymologie des Ortsnamens Thurnen ist nicht geklärt, eventuell stammt das Wort aus dem Keltischen. Zur Unterscheidung von Mühlethurnen wurde schon im 14. Jahrhundert der Zusatz Kirch- verwendet.
Im Mittelalter gehörte Kirchenthurnen zum Gebiet der Herren von Blankenburg, wurde aber 1343 an das Kloster Interlaken verkauft. Die Oberhoheit über Kirchenthurnen gelangte 1388 an Bern. Seither war das Dorf dem Landgericht Seftigen unterstellt. Nach der Reformation kam 1528 auch die direkte Herrschaft vom Kloster an die Stadt Bern, welche Kirchenthurnen dem Gericht Thurnen (ab dem 18. Jahrhundert Vennergericht Mühlethurnen) zuteilte.
Nach dem Zusammenbruch des Ancien Régime (1798) gehörte Kirchenthurnen während der Helvetik zum Distrikt Seftigen und ab 1803 zum Oberamt Seftigen, das mit der neuen Kantonsverfassung von 1831 den Status eines Amtsbezirks erhielt. Obwohl der Name Kirchenthurnen schon lange zur Unterscheidung von Mühlethurnen gebraucht wurde, erfolgte die offizielle Umbenennung der Gemeinde von Thurnen in Kirchenthurnen erst im Jahre 1860. Seit Mitte des 19. Jahrhunderts wurde die Gürbe in mehreren Etappen korrigiert und das vorher alljährlich von Überschwemmungen heimgesuchte Tal weitgehend entwässert. Damit wurde im Lauf der Zeit wertvolles Kulturland gewonnen.

## Sehenswürdigkeiten

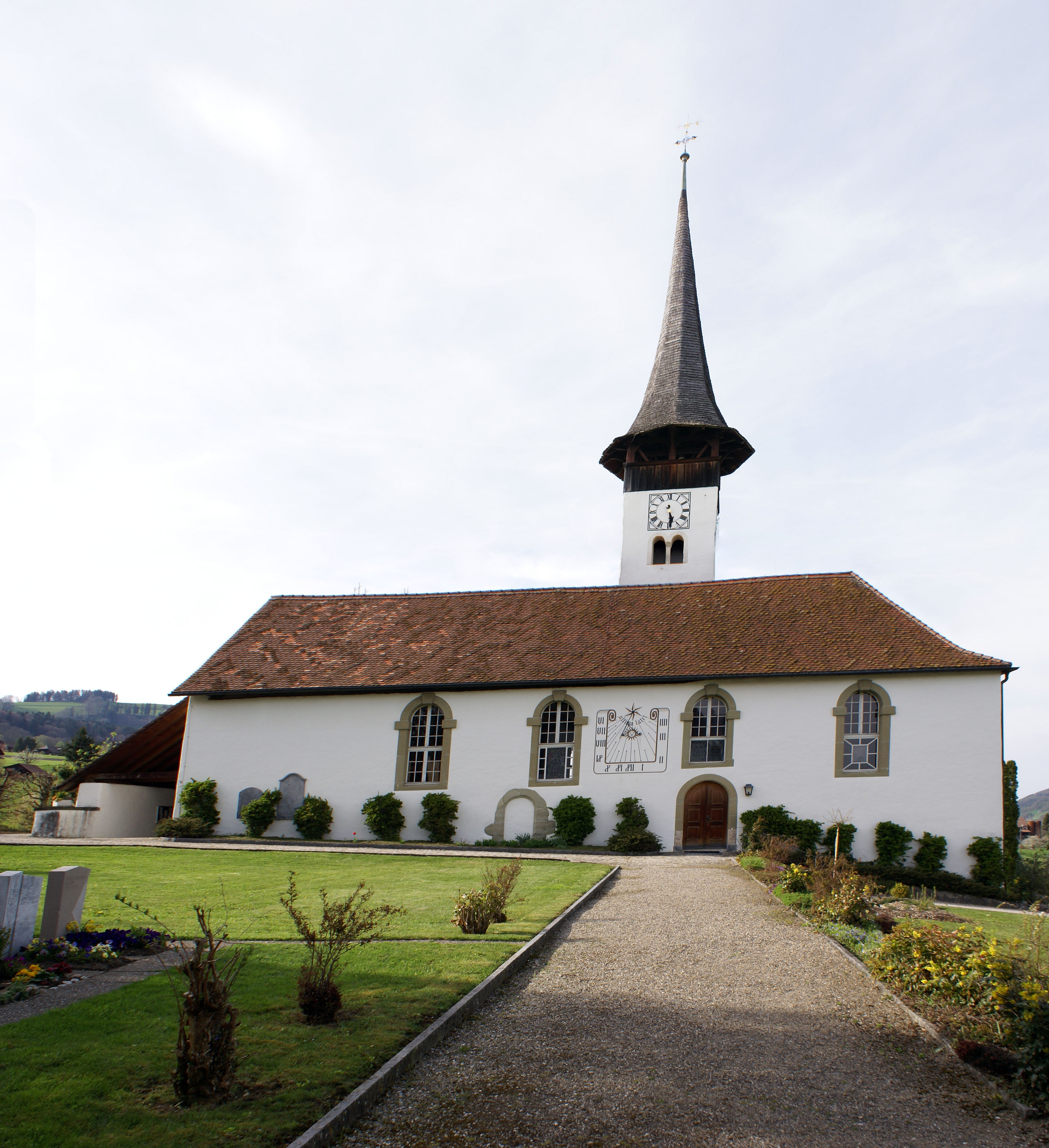
Reformierte Kirche von Kirchenthurnen

Am Rand der Terrasse von Kirchenthurnen steht die weithin sichtbare Kirche, die im Kern auf das 13. Jahrhundert zurückgeht. Ihre heutige Gestalt erhielt die Kirche beim weitgehenden Neubau von 1671 bis 1673. Das Gotteshaus besitzt eine wertvolle Ausstattung, darunter das Chorgestühl aus dem 15. Jahrhundert, die Renaissance-Kanzel von 1673, ein Taufstein von Abraham Dünz, verschiedene Wappenscheiben aus dem 17. Jahrhundert und eine bemerkenswerte Orgel von 1771. Das Pfarrhaus wurde nach einem Brand 1739 bis 1743 neu erbaut.